# Fußball-Weltmeisterschaft 1938/Achtelfinale
Bei der Fußball-Weltmeisterschaft 1938, die in Frankreich stattfand und die dritte Austragung einer Fußball-Weltmeisterschaft war, kam es im Achtelfinale zu neun Begegnungen, weil Schweden das Viertelfinale nach dem Rückzug Österreichs kampflos erreichte und weil die Spiele zwischen der Schweiz und der Mannschaft des Deutschen Reiches und zwischen Kuba und Rumänien zunächst unentschieden endeten und daher wiederholt werden musste. Im Einzelnen kam es im Achtelfinale zu folgenden Partien:

## Schweiz – Deutsches Reich 1:1 n. V. (1:1, 1:1)
| Schweiz                                  | Schweiz | Deutsches Reich | Deutsches Reich |
| ---------------------------------------- | --- | --- | --------------- |
| Schweiz                                  | \| 4. Juni 1938 in Paris (Parc des Princes) \| \| Zuschauer: 27.152 \| \| Schiedsrichter: John Langenus ( Belgien) \| \| Spielbericht \|                                                                                | \| 4. Juni 1938 in Paris (Parc des Princes) \| \| Zuschauer: 27.152 \| \| Schiedsrichter: John Langenus ( Belgien) \| \| Spielbericht \|                                                                  | Deutsches Reich |
| Schweiz                                  | Willy Huber – Severino Minelli , August Lehmann – Hermann Springer, Sirio Vernati, Ernest Lörtscher – Lauro Amadò, André Abegglen, Alfred Bickel, Eugène Walaschek, Georges Aeby Cheftrainer: Karl Rappan ( Österreich) | Rudolf Raftl – Paul Janes, Willibald Schmaus – Andreas Kupfer, Johann Mock , Albin Kitzinger – Ernst Lehner, Rudolf Gellesch, Josef Gauchel, Wilhelm Hahnemann, Johann Pesser Cheftrainer: Sepp Herberger | Deutsches Reich |
| Schweiz                                  | 1:1 Abegglen (43.) | 0:1 Gauchel (29.) | Deutsches Reich |
| Schweiz                                  | Platzverweis: Pesser (96., Revanchefoul) | | Deutsches Reich |
| 4. Juni 1938 in Paris (Parc des Princes) | | |                 |
| Zuschauer: 27.152                        | | |                 |
| Schiedsrichter: John Langenus ( Belgien) | | |                 |
| Spielbericht                             | | |                 |

## Kuba – Rumänien 3:3 n. V. (2:2, 1:1)
| Kuba                                                  | Kuba | Rumänien | Rumänien |
| ----------------------------------------------------- | --- | --- | -------- |
| Kuba                                                  | \| 5. Juni 1938 in Toulouse (Stadium Municipal) \| \| Zuschauer: 7.000 \| \| Schiedsrichter: Giuseppe Scarpi ( Königreich Italien) \| \| Spielbericht \|                                                   | \| 5. Juni 1938 in Toulouse (Stadium Municipal) \| \| Zuschauer: 7.000 \| \| Schiedsrichter: Giuseppe Scarpi ( Königreich Italien) \| \| Spielbericht \|                                                                | Rumänien |
| Kuba                                                  | Benito Carvajales – Jacinto Barquín, Manuel Chorens – José Antonio Rodríguez, Tomás Fernández , Joaquín Arias, Pedro Bergés – Héctor Socorro, Juan Tuñas, Mario Sosa, José Magriñá Cheftrainer: José Tapia | Dumitru Pavlovici – Vasile Chiroiu, Rudolf Bürger – Ladislau Raffinsky, Vintilă Cossini, Gheorghe Rășinaru – Nicolae Kovacs , Iuliu Bodola, Silviu Bindea, Ștefan Dobay, Iuliu Baratky Cheftrainer: Alexandru Săvulescu | Rumänien |
| Kuba                                                  | 1:1 Socorro (40.) 2:1 Fernández (87.) 3:2 Tuñas (111.) | 0:1 Bindea (30.) 2:2 Baratky (88.) 3:3 Bindea (100.) | Rumänien |
| 5. Juni 1938 in Toulouse (Stadium Municipal)          | | |          |
| Zuschauer: 7.000                                      | | |          |
| Schiedsrichter: Giuseppe Scarpi ( Königreich Italien) | | |          |
| Spielbericht                                          | | |          |

## Ungarn – Niederländisch-Indien 6:0 (4:0)
| Ungarn                                                   | Ungarn | Niederländisch-Indien | Niederländisch-Indien |
| -------------------------------------------------------- | --- | --- | --------------------- |
| Ungarn                                                   | \| 5. Juni 1938 um 17:00 Uhr in Reims (Vélodrome Municipal) \| \| Zuschauer: 9.000 \| \| Schiedsrichter: Roger Conrié ( Frankreich) \| \| Spielbericht \|                                                | \| 5. Juni 1938 um 17:00 Uhr in Reims (Vélodrome Municipal) \| \| Zuschauer: 9.000 \| \| Schiedsrichter: Roger Conrié ( Frankreich) \| \| Spielbericht \|                                                                          | Niederländisch-Indien |
| Ungarn                                                   | József Háda – Lajos Korányi, Sándor Bíró – István Balogh, József Turay, Gyula Lázár – Ferenc Sas, György Sárosi , Vilmos Kohut, Gyula Zsengellér, Géza Toldi Cheftrainer: Károly Dietz & Alfréd Schaffer | Mo Heng Tan – Frans G. Hu Kon, Jack Kolle – Achmad Nawir, Frans Alfred Meeng , Sutan Anwar – Tjaak Pattiwael, Hans Taihuttu, Suvarte Soedarmadji, Tan Hong Djien, Henk Zomers Cheftrainer: Johannes van Mastenbroek ( Niederlande) | Niederländisch-Indien |
| Ungarn                                                   | 1:0 Kohut (13.) 2:0 Toldi (15.) 3:0 Sárosi (28.) 4:0 Zsengellér (35.) 5:0 Zsengellér (76.) 6:0 Sárosi (89.)                                                                                              | | Niederländisch-Indien |
| 5. Juni 1938 um 17:00 Uhr in Reims (Vélodrome Municipal) | | |                       |
| Zuschauer: 9.000                                         | | |                       |
| Schiedsrichter: Roger Conrié ( Frankreich)               | | |                       |
| Spielbericht                                             | | |                       |

## Italien – Norwegen 2:1 n. V. (1:1, 1:0)
| Italien                                          | Italien | Norwegen | Norwegen |
| ------------------------------------------------ | --- | --- | -------- |
| Italien                                          | \| 5. Juni 1938 in Marseille (Stade Vélodrome) \| \| Zuschauer: 19.000 \| \| Schiedsrichter: Alois Beranek ( Deutsches Reich) \| \| Spielbericht \|                                                              | \| 5. Juni 1938 in Marseille (Stade Vélodrome) \| \| Zuschauer: 19.000 \| \| Schiedsrichter: Alois Beranek ( Deutsches Reich) \| \| Spielbericht \|                                                               | Norwegen |
| Italien                                          | Aldo Olivieri – Pietro Rava, Eraldo Monzeglio – Pietro Serantoni, Miguel Andreolo, Ugo Locatelli – Pietro Ferraris, Giuseppe Meazza , Silvio Piola, Giovanni Ferrari, Piero Pasinati Cheftrainer: Vittorio Pozzo | Henry Johansen – Nils Eriksen , Øivind Holmsen, Rolf Johannessen – Kristian Henriksen, Rolf Holmberg – Arne Brustad, Odd Frantzen, Reidar Kvammen, Knut Brynildsen, Magnar Isaksen Cheftrainer: Asbjørn Halvorsen | Norwegen |
| Italien                                          | 1:0 Ferraris (2.) 2:1 Piola (94.) | 1:1 Brustad (83.) | Norwegen |
| 5. Juni 1938 in Marseille (Stade Vélodrome)      | | |          |
| Zuschauer: 19.000                                | | |          |
| Schiedsrichter: Alois Beranek ( Deutsches Reich) | | |          |
| Spielbericht                                     | | |          |

## Frankreich – Belgien 3:1 (2:1)
| Frankreich                                                | Frankreich | Belgien | Belgien |
| --------------------------------------------------------- | --- | --- | ------- |
| Frankreich                                                | \| 5. Juni 1938 in Colombes (Stade Olympique Yves-du-Manoir) \| \| Zuschauer: 30.454 \| \| Schiedsrichter: Hans Wüthrich ( Schweiz) \| \| Spielbericht \|                                                  | \| 5. Juni 1938 in Colombes (Stade Olympique Yves-du-Manoir) \| \| Zuschauer: 30.454 \| \| Schiedsrichter: Hans Wüthrich ( Schweiz) \| \| Spielbericht \|                                                                             | Belgien |
| Frankreich                                                | Laurent Di Lorto – Héctor Cazenave, Étienne Mattler – Jean Bastien, Auguste Jordan, Raoul Diagne – Alfred Aston, Oscar Heisserer, Jean Nicolas, Edmond Delfour, Émile Veinante Cheftrainer: Gaston Barreau | Arnold Badjou – Robert Paverick, Corneille Seys – Alphonse De Winter, John Van Alphen, Émile Stijnen – Raymond Braine, Fernand Buyle, Charles Vanden Wouwer, Bernard Voorhoof, Hendrik Isemborghs Cheftrainer: Jack Butler ( England) | Belgien |
| Frankreich                                                | 1:0 Veinante (1.) 2:0 Nicolas (16.) 3:1 Nicolas (69.) | 2:1 Isemborghs (38.) | Belgien |
| 5. Juni 1938 in Colombes (Stade Olympique Yves-du-Manoir) | | |         |
| Zuschauer: 30.454                                         | | |         |
| Schiedsrichter: Hans Wüthrich ( Schweiz)                  | | |         |
| Spielbericht                                              | | |         |

## Brasilien – Polen 6:5 n. V. (4:4, 3:1)
| Brasilien                                      | Brasilien | Polen | Polen |
| ---------------------------------------------- | --- | --- | ----- |
| Brasilien                                      | \| 5. Juni 1938 in Straßburg (Stade de la Meinau) \| \| Zuschauer: 13.452 \| \| Schiedsrichter: Ivan Eklind ( Schweden) \| \| Spielbericht \|         | \| 5. Juni 1938 in Straßburg (Stade de la Meinau) \| \| Zuschauer: 13.452 \| \| Schiedsrichter: Ivan Eklind ( Schweden) \| \| Spielbericht \|                                                                | Polen |
| Brasilien                                      | Batatais – Arthur Machado, Domingos – Martim , Afonsinho, Zezé Procópio – José Perácio, Hércules, Leônidas, Lopes, Romeu Cheftrainer: Adhemar Pimenta | Edward Madejski – Antoni Gałecki, Władysław Szczepaniak – Ewald Dytko, Wilhelm Góra, Erwin Nyc, Ryszard Piec – Ernest Wilimowski, Fryderyk Scherfke, Gerard Wodarz, Leonard Piątek Cheftrainer: Józef Kałuża | Polen |
| Brasilien                                      | 1:0 Leônidas (18.) 2:1 Romeu (25.) 3:1 Perácio (44.) 4:3 Perácio (71.) 5:4 Leônidas (93.) 6:4 Leônidas (104.)                                         | 1:1 Scherfke (23., Foulelfmeter) 3:2 Wilimowski (53.) 3:3 Wilimowski (59.) 4:4 Wilimowski (89.) 6:5 Wilimowski (118.)                                                                                        | Polen |
| 5. Juni 1938 in Straßburg (Stade de la Meinau) | | |       |
| Zuschauer: 13.452                              | | |       |
| Schiedsrichter: Ivan Eklind ( Schweden)        | | |       |
| Spielbericht                                   | | |       |

## Tschechoslowakei – Niederlande 3:0 n. V.
| Tschechoslowakei                              | Tschechoslowakei | Niederlande | Niederlande |
| --------------------------------------------- | --- | --- | ----------- |
| Tschechoslowakei                              | \| 5. Juni 1938 in Le Havre (Stade Municipal) \| \| Zuschauer: 11.000 \| \| Schiedsrichter: Lucien Leclercq ( Frankreich) \| \| Spielbericht \|                                                                | \| 5. Juni 1938 in Le Havre (Stade Municipal) \| \| Zuschauer: 11.000 \| \| Schiedsrichter: Lucien Leclercq ( Frankreich) \| \| Spielbericht \|                                                             | Niederlande |
| Tschechoslowakei                              | František Plánička – Jaroslav Burgr, Ferdinand Daučík – Josef Košťálek, Jaroslav Bouček, Vlastimil Kopecký – Jan Říha, Ladislav Šimůnek, Josef Zeman, Oldřich Nejedlý, Antonín Puč Cheftrainer: Josef Meissner | Adri van Male – Bertus Caldenhove, Mauk Weber – Wim Anderiesen, Bas Paauwe, Puck van Heel – Frans van der Veen, Frank Wels, Kick Smit, Bertus de Harder, Leen Vente Cheftrainer: Bob Glendenning ( England) | Niederlande |
| Tschechoslowakei                              | 1:0 Kostalek (93.) 2:0 Nejedlý (111.) 3:0 Zeman (118.) | | Niederlande |
| 5. Juni 1938 in Le Havre (Stade Municipal)    | | |             |
| Zuschauer: 11.000                             | | |             |
| Schiedsrichter: Lucien Leclercq ( Frankreich) | | |             |
| Spielbericht                                  | | |             |

## Schweden – Österreichkampflos
Nach dem Anschluss Österreichs an das deutsche Reich startete bei der WM 1938 in Frankreich eine großdeutsche Mannschaft. Der Platz Österreichs blieb unbesetzt. Dadurch reduzierte sich die Teilnehmerzahl der WM-Endrunde auf 15 und Schweden erhielt ein Freilos.

## Wiederholungsspiel: Kuba – Rumänien 2:1 (0:1)
| Kuba                                             | Kuba | Rumänien | Rumänien |
| ------------------------------------------------ | --- | --- | -------- |
| Kuba                                             | \| 9. Juni 1938 in Toulouse (Stadium Municipal) \| \| Zuschauer: 8.000 \| \| Schiedsrichter: Alfred Birlem ( Deutsches Reich) \| \| Spielbericht \|                                                | \| 9. Juni 1938 in Toulouse (Stadium Municipal) \| \| Zuschauer: 8.000 \| \| Schiedsrichter: Alfred Birlem ( Deutsches Reich) \| \| Spielbericht \|                                                                         | Rumänien |
| Kuba                                             | Juan Ayra – Jacinto Barquín, Manuel Chorens – José Antonio Rodríguez, Tomás Fernández , Joaquín Arias, Pedro Bergés – Héctor Socorro, Juan Tuñas, Mario Sosa, José Magriñá Cheftrainer: José Tapia | Róbert Szádowsky – Iacob Felecan, Rudolf Bürger – Ladislau Raffinsky, Andrei Bărbulescu, Gheorghe Rășinaru – Ion Bogdan, Ioachim Moldoveanu, Iulian Prassler, Ștefan Dobay , Iuliu Baratky Cheftrainer: Alexandru Săvulescu | Rumänien |
| Kuba                                             | 1:1 Socorro (50.) 2:1 Magriña (55.) | 0:1 Dobay (35.) | Rumänien |
| 9. Juni 1938 in Toulouse (Stadium Municipal)     | | |          |
| Zuschauer: 8.000                                 | | |          |
| Schiedsrichter: Alfred Birlem ( Deutsches Reich) | | |          |
| Spielbericht                                     | | |          |

## Wiederholungsspiel: Schweiz – Deutsches Reich 4:2 (1:2)
| Schweiz                                  | Schweiz | Deutsches Reich | Deutsches Reich |
| ---------------------------------------- | --- | --- | --------------- |
| Schweiz                                  | \| 9. Juni 1938 in Paris (Parc des Princes) \| \| Zuschauer: 20.025 \| \| Schiedsrichter: Ivan Eklind ( Schweden) \| \| Spielbericht \|                                                                                 | \| 9. Juni 1938 in Paris (Parc des Princes) \| \| Zuschauer: 20.025 \| \| Schiedsrichter: Ivan Eklind ( Schweden) \| \| Spielbericht \|                                                                 | Deutsches Reich |
| Schweiz                                  | Willy Huber – Severino Minelli , August Lehmann – Hermann Springer, Sirio Vernati, Ernest Lörtscher – Lauro Amadò, André Abegglen, Alfred Bickel, Eugène Walaschek, Georges Aeby Cheftrainer: Karl Rappan ( Österreich) | Rudolf Raftl – Paul Janes, Ludwig Goldbrunner, Jakob Streitle – Andreas Kupfer, Stefan Skoumal – Ernst Lehner, Leopold Neumer, Josef Stroh, Wilhelm Hahnemann, Fritz Szepan Cheftrainer: Sepp Herberger | Deutsches Reich |
| Schweiz                                  | 1:2 Walaschek (42.) 2:2 Bickel (64.) 3:2 Abegglen (75.) 4:2 Abegglen (78.) | 0:1 Hahnemann (8.) 0:2 Lörtscher (22., Eigentor) | Deutsches Reich |
| 9. Juni 1938 in Paris (Parc des Princes) | | |                 |
| Zuschauer: 20.025                        | | |                 |
| Schiedsrichter: Ivan Eklind ( Schweden)  | | |                 |
| Spielbericht                             | | |                 |